# Kejserens nye klæder (Der var engang...)
 For alternative betydninger, se Kejserens nye klæder (flertydig). (Se også artikler, som begynder med Kejserens nye klæder)
Kejserens nye klæder er en tegnefilm i serien Der var engang... (eng. titel The Fairytaler), der blev udsendt i forbindelse med H.C. Andersens 200 års fødselsdag i 2005

## Stemmer
| Rolle           | Danske stemmer   |
| H.C. Andersen   | Henrik Koefoed   |
| Fiddus          | Niels Olsen      |
| Fyp             | Peter Larsen     |
| Gammel Skrædder | Lasse Lunderskov |
| Kejser          | Klaus Bondam     |
| Minister        | Flemming Jensen  |
| Sofie           | Amalie Dollerup  |
| --------------- | ---------------- |

Bagom:
- Instruktør: Jørgen Lerdam
- Original musik af: Gregory Magee
- Hovedforfatter: Gareth Williams
- Manuskriptredaktører: Linda O' Sullivan, Cecilie Olrik
- Oversættelse: Jakob Eriksen
- Lydstudie: Nordisk Film Audio
- Stemmeinstruktør: Steffen Addington
- Animation produceret af: A. Film A/S
- Animationsstudie: Wang Film Production

En co-produktion mellem
Egmont Imagination, A. Film & Magma Film
I samarbejde med:
Super RTL & DR TV